# Marcus Servilius Pulex Geminus
Marcus Servilius Pulex Geminus († nach 167 v. Chr.) entstammte dem römischen Geschlecht der Servilier und war 202 v. Chr. Konsul.

## Abstammung und frühe Laufbahn
Marcus Servilius Pulex Geminus war ein Sohn des von 218 bis 203 v. Chr. in Kriegsgefangenschaft der Boier befindlichen Prätoriers Gaius Servilius Geminus sowie jüngerer Bruder des gleichnamigen Konsuls von 203 v. Chr. Sein vollständiger Name einschließlich der Filiation C. f. P. n. wird nur durch die Fasti Capitolini zu den Jahren 203 und 202 v. Chr. überliefert und sein noch nicht gedeutetes Cognomen Pulex ist sonst literarisch überhaupt nicht bezeugt. Ebenso wie sein Bruder gehörte er dem Stand der Plebejer an, zu dem wohl bereits sein Vater übergetreten war.
Während des Zweiten Punischen Krieges, den Rom gegen Hannibal führte, bestand Servilius Pulex Geminus erfolgreich zahlreiche persönliche Zweikämpfe mit den Feinden, zog sich dabei viele Narben zu und galt seither als Kriegsheld und erprobter Reiter, wie er sich 167 v. Chr. anlässlich seines Eintretens für die Zuerkennung des Triumphs für den Makedonenbezwinger Lucius Aemilius Paullus in einer ihm vom römischen Geschichtsschreiber Titus Livius zugeschriebenen Rede erinnerte. Einige seiner Nachkommen prägten Münzen, die auf seine kriegerischen Leistungen anspielen und ihn etwa als Reiter darstellen, der einen flüchtenden gegnerischen Reiter mit seiner Lanze aufspießt.
Das Priesteramt eines Augurs erhielt Servilius Pulex Geminus 211 v. Chr. an Stelle des damals verstorbenen zweifachen Konsuls Spurius Carvilius Maximus Ruga. Das erste bekannte Amt seines cursus honorum ist die kurulische Ädilität, die er 204 v. Chr. gemeinsam mit Gaius Livius Salinator bekleidete. In dieser Funktion ließ er mit seinem Amtskollegen eine goldene Quadriga im Kapitol aufstellen. 203 v. Chr. fungierte er als Magister equitum des Diktators Publius Sulpicius Galba Maximus. Laut einer Quelle des Livius soll der Grund für die Ernennung des Diktators darin bestanden haben, dass dieser kraft seines überlegenen Imperiums den Konsul Gnaeus Servilius Caepio – der ohne Autorisierung durch den Senat von Sizilien nach Afrika zu segeln beabsichtigt habe – nach Italien zurückrufen konnte. In seiner noch verbliebenen Amtszeit habe der Diktator gemeinsam mit seinem Reiterführer Servilius Pulex Geminus mehrere während des Kriegs von den Römern abgefallene Städte Italiens besucht und jeden einzelnen Fall genau durchleuchtet. Derartige Untersuchungen führte aber nach anderen Autoren, die Livius heranzog, in diesem Jahr 203 v. Chr. vielmehr Gaius Servilius Geminus, der Bruder von Servilius Pulex Geminus und amtierende Konsul, in Etrurien durch und bestellte, weil er damit noch beschäftigt war, den Diktator zur Abhaltung der Wahlen. Diese letztere Version wird von den Fasti Capitolini bestätigt und gilt in der modernen Forschung als plausibel, während der erstgenannte abweichende Grund für die Ernennung des Diktators als tendenziöse Fälschung klassifiziert wird.

## Konsulat und spätere Karriere
Bei den von Publius Sulpicius Galba Maximus geleiteten Comitien wurde Servilius Pulex Geminus zum Konsul des nächsten Jahres 202 v. Chr. gewählt und erhielt Tiberius Claudius Nero zum Amtskollegen. Er hielt sich während der ersten Hälfte seiner Amtszeit in Rom auf und begab sich dann in die ihm zugefallene Provinz Etrurien, der bisher sein Bruder Gaius Servilius Geminus vorgestanden hatte. Letzterer wurde nun vom Konsul zum Diktator zur Leitung der Wahlen bestellt und ging nach Rom, wo er aber während der gesamten zweiten Jahreshälfte an der Spitze der Verwaltung stand. In Etrurien befehligte Servilius Pulex Geminus unterdessen ein Heer in der Stärke von zwei Legionen und blieb mit verlängertem Kommando in seiner Provinz auch noch im nächsten Jahr 201 v. Chr.
Ende 201 v. Chr. gehörten Servilius Pulex Geminus und sein Bruder einer Zehnmännerkommission an, welche die in Samnium und Apulien gelegenen und in römisches Staatsbesitz übergegangenen Ackergrundstücke unter die Veteranen des Publius Cornelius Scipio Africanus zu verteilen hatte. 197 v. Chr. wurde Servilius Pulex Geminus sodann einer der für eine Periode von drei Jahren (bis 194 v. Chr.) gewählten Triumvirn, deren Aufgabe in der Gründung der römischen Kolonien Puteoli, Volturnum, Liternum, Salernum und Buxentum an der italischen Westküste bestand.
Nachdem der Konsul Lucius Aemilius Paullus 168 v. Chr. den letzten makedonischen König Perseus in der Schlacht von Pydna entscheidend geschlagen hatte, versuchte sein eigener Militärtribun Servius Sulpicius Galba 167 v. Chr. zu verhindern, dass Paullus aufgrund eines Plebiszits der ihm gebührende Triumph zugestanden wurde. Zu diesem Zweck hetzte er unzufriedene Soldaten dazu auf, gegen die Verleihung eines Triumphs zu votieren. Einflussreiche Staatsmänner wie vielleicht der ältere Cato und insbesondere Servilius Pulex Geminus ergriffen aber eifrig für Paullus Partei. Livius und Plutarch lassen Servilius bei dieser Gelegenheit eine lange Rede halten, die im Kern zuverlässige Fakten wiedergibt. Servilius genoss bei den Soldaten als ehemals sehr mutiger Kämpfer viel Ansehen und war ähnlich wie Galba ein begabter humorvoll-volkstümlicher Redner. Er erinnerte bei seiner Rede unter anderem an seine zahlreichen gewonnenen Zweikämpfe und wies seine ehrenvollen Narben vor. Letztlich wurde Paullus der Triumph doch bewilligt.
Wann Servilius Pulex Geminus starb, ist in den erhaltenen Quellen nicht überliefert.